# Mikel Aguirrezabalaga García
Mikel Aguirrezabalaga García  (Zarautz, Gipuskoa 8. travnja 1984.) je španjolski rukometaš. Igra na poziciji lijevog vanjskog napadača. Španjolski je reprezentativac. Trenutačno igra za španjolski klub Ademar Leon. Još je igrao za Barcelonu.

## Vanjske poveznice
- Profil auf www.eurohandball.com  Arhivirana inačica izvorne stranice od 3. veljače 2014. (Wayback Machine)